# 本トの気持ち
「本トの気持ち」（ほんトのきもち）は、袴田吉彦の歌手デビュー・シングル。

## 概説
- 朝日放送系「人気者でいこう!」で、浜田雅功、内藤剛志、袴田吉彦の3人が連帯責任CDデビューをし、3人のシングルがオリコンシングルチャートで合わせて50位以内に入らなければ丸坊主、という企画の中で生まれた作品である。
- CDの裏ジャケットを袴田・浜田・内藤の順に並べると、「連帯責任CDデビュー」の文字とともに、一続きの写真が出来上がる。

## 曲目
1. 本トの気持ち
（作詞・作曲：里見匡一 編曲：鈴木俊介）
2. 本トの気持ち（カラオケバージョン）
（作曲：里見匡一 編曲：鈴木俊介）